# Paco Mateo
Francisco « Paco » Mateo, né le 15 mai 1917 à Algésiras en Espagne et mort le 21 juillet 1979 à Strasbourg en France, est un joueur et entraîneur de football franco-espagnol. Son poste est défenseur central.

## Carrière
Il est footballeur au Valence CF puis au FC Barcelone avant de fuir la Guerre d'Espagne et de rejoindre les Girondins de Bordeaux en 1939, avec lesquels il remporte la Coupe de France de football 1940-1941 et est finaliste de la Coupe de France de football 1942-1943. Il joue pour le RC Strasbourg de 1945 à 1950, parvenant en finale de la Coupe de France de football 1946-1947.
Il entame ensuite une carrière d'entraîneur au FC La Walck en 1951-1952, puis au FC Bischwiller avec lequel il devient champion d'Alsace en 1956. Il est en poste trois saisons à l'AS Mutzig et passe huit saisons couronnées de succès aux Pierrots Vauban de Strasbourg :
- Champion de France amateur (niveau III) en 1969 et 1970
- Champion d'Alsace en 1964
- Vainqueur de la Coupe d'Alsace en 1967 et 1969, finaliste en 1963

Il entraîne la réserve du RC Strasbourg en 1970-1971, l'équipe une d'octobre 1970 à février 1971, puis à nouveau la réserve jusqu'en 1977, date à laquelle il retourne pour deux saisons au Vauban de Strasbourg avant de prendre sa retraite.